# الإكليل الذهبي

الإكليل الذهبي (بالمقدونية Златен венец) هو الجائزة السنوية لمهرجان أمسيات ستروغا الشعرية، تمنح منذ سنة 1966 «لشاعر ذي شهرة عالمية على قيد الحياة على شعره وأفعاله». الجائزة على شكل إكليل، وهي مصنوعة يدوياً بالكامل من الذهب.

## وصلات خارجية
- صفحة أمسيات ستروغا الشعرية